# عر الشارقة (مناخة)

تعديل مصدري - تعديل

عر الشارقة هي إحدى قرى عزلة متوح بمديرية مناخة التابعة لمحافظة صنعاء، بلغ تعداد سكانها 325 نسمة حسب تعداد اليمن لعام 2004.